# Tiberius Julius Cotys I
Tiberius Julius Cotys I, död 63, var regerande kung av Bosporanska riket mellan 45 och 63 e. Kr.